# Blauohrliest

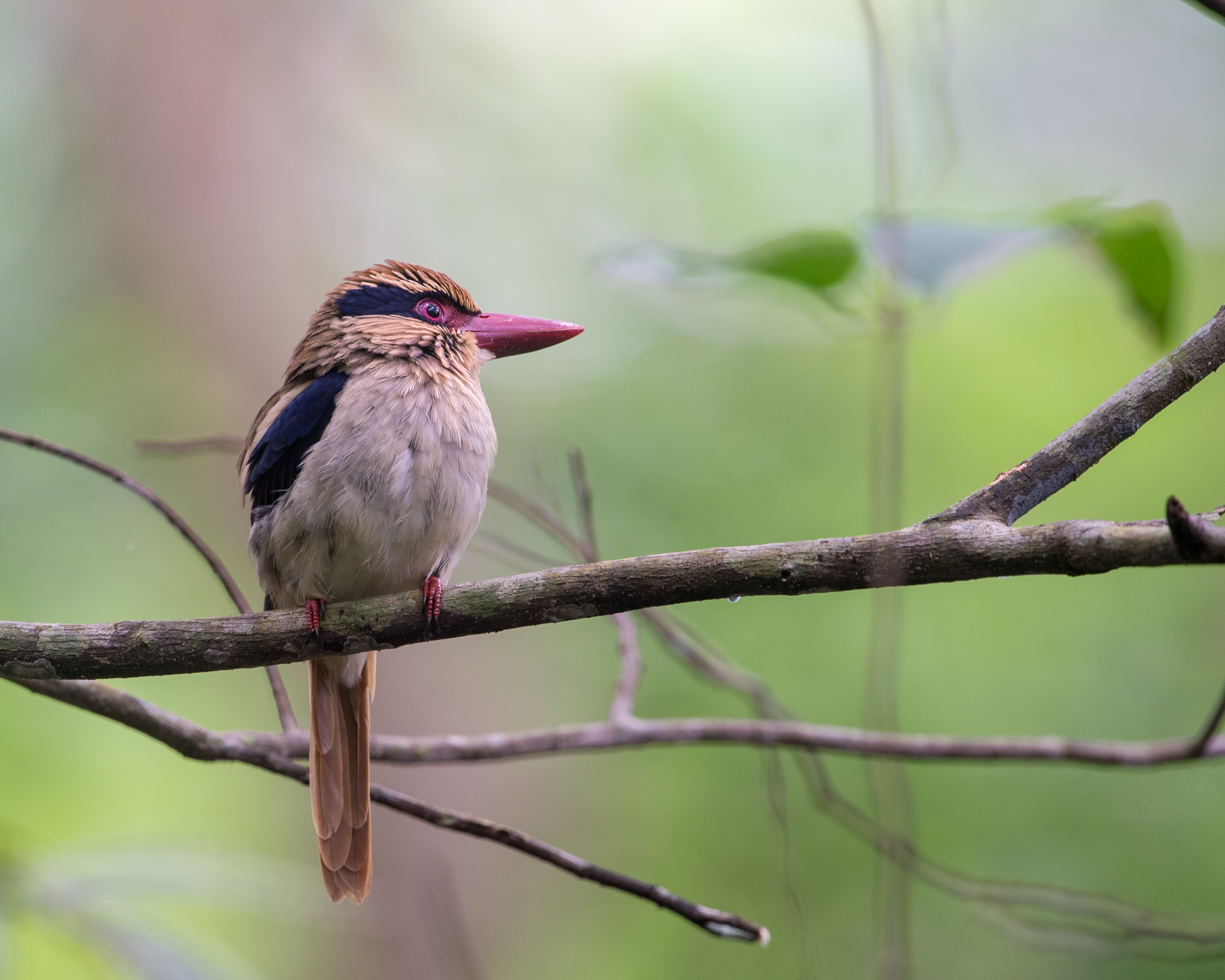
Blauohrliest in Nordsulawesi

Der Blauohrliest (Cittura cyanotis) ist ein auf Sulawesi vorkommender Vogel aus der Familie der Eisvögel.

## Beschreibung

### Aussehen
Adulte Blauohrlieste erreichen eine Länge von ca. 28 Zentimetern. Zwischen den Geschlechtern besteht ein sehr schwacher Sexualdimorphismus. Bei den Männchen sind Oberkopf, Nacken und Rücken braun, die Steuerfedern sind rötlich braun. Deutlich hebt sich eine breite dunkelblaue Augenmaske mit darüber befindlichem weißlichen, sehr schmalen Überaugenstreif ab. Die Ohrdecken sind blasslila gefärbt. Kehle, Brust und Bauch sind cremefarben, die Armschwingen sind dunkelblau. Die Weibchen zeigen ähnliche Zeichnungsmuster wie die Männchen. Sie unterscheiden sich durch die schwarz gefärbte Augenmaske sowie die ebenfalls schwarzen Armschwingen. Der Schnabel, die Iris sowie Beine und Füße sind bei beiden Geschlechtern rot.

### Lautäußerungen
Die Lautäußerungen des Blauohrliest bestehen aus einer Serie sehr schneller, in absteigender Sequenz vorgetragener „ku-ku-ku-ku“-Rufe, die in Abständen von zwei bis drei Sekunden wiederholt werden.

## Verbreitung und Lebensraum
Der Blauohrliest besiedelt bevorzugt trockene, waldige Hügellandschaften, zuweilen auch Kulturlandschaften auf Sulawesi. Die Höhenverbreitung reicht bis auf 1000 Meter.

## Unterarten
Neben der im Norden von Sulawesi vorkommenden Nominatform Cittura cyanotis cyanotis ist eine weitere Unterart bekannt:
- Cittura cyanotis modesta (Stresemann, 1938), in der Mitte und dem Südosten Sulawesis

## Lebensweise
Die Vögel ernähren sich in erster Linie von großen Insekten, Doppelfüßern (Diplopoda) und kleinen Reptilien. Aufgrund ihrer versteckten Lebensweise sind nur wenige Daten verfügbar. Nester werden hinter Tunneln in Erdwällen oder Termitenhügeln angelegt. Weitere Details zum Brutverhalten müssen noch erforscht werden.

## Gefährdung
Der Blauohrliest ist in seinen Verbreitungsgebieten nicht selten. Er wird demzufolge von der Weltnaturschutzorganisation IUCN als  „least concern = nicht gefährdet“ klassifiziert.